# Concepción (Paraguay)
Concepción is een stad in het midden van Paraguay, hoofdstad van het departement Concepción en een gemeente (in Paraguay un distrito genoemd). Het ligt aan de Rio Paraguay.
Het werd gesticht door Italiaanse immigranten in het begin van de twintigste eeuw. Het geldt als belangrijk handelscentrum met buurland Brazilië. De stad heeft ongeveer 85.000 inwoners.
In 1929 werd de stad de zetel van een rooms-katholiek bisdom.
Concepción was een belangrijk centrum van de burgeroorlog in 1948.